# Coquimbito
Coquimbito es una localidad y distrito argentino del departamento Maipú, provincia de Mendoza. Forma parte del Gran Mendoza, principal área metropolitana de la provincia.
Durante los siglos XIX y XX se caracterizó por ser mayormente vitivinícola y frutícola. Existen grandes cultivos de vid de variedades Cabernet, Malbec y Sirah, también almendros, ciruelos, olivos, y una importante actividad industrial y vitivinícola.
Su principal vía de comunicación es la Ruta Provincial N.º 5, también conocida como Carril Urquiza. Importantes lugares constituyen al distrito como la Bodega La Rural y su famoso y antiguo Museo del Vino, la Plazoleta Rutini, la Parroquia del Inmaculado Corazón de María, la Bodega Peñaflor y otras muy conocidas. El turismo enológico también es una de las actividades más desarrolladas.

## Geografía

### Clima
El clima de Coquimbito, como el de Mendoza en general, es el ideal para la vitivinicultura por su gran amplitud térmica entre la noche y el día. Esto mejora el contenido de azúcar en las uvas, permitiendo un buen grado alcohólico.

### Población
Contaba con 18 340 habitantes (Indec, 2001), y su población es censada dentro del componente Maipú del Gran Mendoza.

### Sismicidad
La sismicidad del área de Cuyo (centro oeste de Argentina) es frecuente y de intensidad muy alta, con un silencio sísmico de terremotos medios a graves cada 20 años.
- Sismo de 1861: aunque dicha actividad geológica catastrófica ocurre desde épocas prehistóricas, el terremoto del 20 de marzo de 1861 (164 años), con 12 000 muertes,[3] señaló un hito importante dentro de la historia de eventos sísmicos argentinos ya que fue el más fuerte registrado y documentado en el país. A partir del mismo los sucesivos gobiernos mendocinos y municipales han ido extremando cuidados y restringiendo los códigos de construcción.[2] Con el terremoto de San Juan del 15 de enero de 1944 (81 años) los gobiernos tomaron estado de la enorme gravedad crónica de sismos de la región.
- Sismo de 1920: de 6,8 de intensidad, destruyó parte de sus edificaciones y abrió numerosas grietas en la zona. Hubo 250 muertes por destrucción de casas de adobe[3][2]
- Sismo del sur de Mendoza de 1929: muy grave, y al no haber desarrollado ninguna medida preventiva, a pesar de haber transcurrido solo nueve años del anterior, mató a 30 habitantes por la caída de casas de adobe[2]
- Sismo de 1985: fue otro episodio grave,[4] de 9 s de duración, derrumbando el viejo Hospital del Carmen de Godoy Cruz.

## Parroquias de la Iglesia Católica
| Arquidiócesis | Mendoza                     |
| ------------- | --------------------------- |
| Parroquia     | Inmaculado Corazón de María |